# Хинтербрюль
Хинтербрюль (нем. Hinterbrühl) — ярмарочная коммуна (нем. Marktgemeinde) в Австрии, в федеральной земле Нижняя Австрия.
Входит в состав округа Мёдлинг. Население составляет 4002 человека (на 31 декабря 2005 года). Занимает площадь 16,93 км². Официальный код — 31712.
В 1883 году Хинтербрюль соединила с Мёдлингом первая в мире линия электрического трамвая.
Во второй половине XX века в «детской деревне» под Хинтербрюлем работал выдающийся психолог Ганс Аспергер.
В коммуне расположено крупнейшее подземное озеро Европы Зеегротте.

## Политическая ситуация
Бургомистр коммуны — Бенно Мольдан (АНП) по результатам выборов 2005 года.
Совет представителей коммуны (нем. Gemeinderat) состоит из 25 мест.
- АНП занимает 13 мест.
- местный список: 6 мест.
- СДПА занимает 4 места.
- Партия D.B.A. занимает 2 места.

## Персоналии
- Фердинанд Георг Вальдмюллер (1793—1865), австрийский художник — скончался в Хинтербрюле

## Фотографии
- Парк